# Otto Schoch
Otto Dagobert Schoch, né le 1er décembre 1934 à Herisau (originaire du même lieu) et mort le 5 juillet 2013 dans la même ville, est un avocat et personnalité politique suisse, membre du Parti radical-démocratique (PRD). 
Il est député du canton d'Appenzell Rhodes-Extérieures au Conseil des États de novembre 1983 à septembre 1997 et président dudit conseil en 1995-1996.

## Biographie
Otto Schoch est le fils de Dagobert Otto Schoch, avocat, et de Susanna Luise Seeger. Il étudie le droit à l'Université de Zurich et obtient son doctorat en droit en 1959. En 1970, il est cofondateur et associé du cabinet d'avocats Schoch, Auer & Partner à Saint-Gall.
Il est membre de la société étudiante Zofingue et a le grade de major dans l'armée.

## Parcours politique
En 1969, Otto Schoch est élu pour la première fois au Grand Conseil du canton d'Appenzell Rhodes-Extérieures, où il siège jusqu'en 1978. De 1983 à 1997, il représente son canton au Conseil des États, la chambre haute de l'Assemblée fédérale suisse. Il préside ce conseil de 1995 à 1996. Il préside également la Commission de la politique de sécurité (CPE) et s'engage pour la révision de la loi sur l'assurance maladie rendant cette assurance obligatoire,. En 1990, il préside une commission parlementaire qui propose une série de réformes de l'armée à la suite de la votation sur l'Initiative populaire « pour une Suisse sans armée et pour une politique globale de paix » qui a obtenu plus d'un tiers d'approbation en novembre 1989. Les conclusions de ce rapport, couramment nommé « rapport Schoch », seront largement intégrées dans la réforme Armée 95 par le conseiller fédéral Kaspar Villiger.  
Dans l'ensemble, il est considéré comme un membre de l'aile réformatrice du parti radical et qualifié de bourgeois progressiste. 

## Autres mandats
De 1998 à 2005, il est médiateur de la Schweizer Radio und Fernsehen. De 1998 à 2008, il préside le conseil de la Fondation de l'ombudsman des banques suisses. De 1999 à 2004, il préside la Fondation humanitaire de la Croix-Rouge suisse.